# Charlie (roman)
Pour les articles homonymes, voir Charlie et Firestarter.
Charlie (titre original : Firestarter) est un roman fantastique de Stephen King publié en 1980. Dans ce roman, qui laisse transparaître toute la méfiance que King éprouve envers le gouvernement américain, une petite fille, dotée du pouvoir de pyrokinésie, et son père sont poursuivis par une agence gouvernementale qui veut étudier son pouvoir.
Le roman est dédié à la romancière américaine Shirley Jackson.

## Résumé
Très jeune, la petite Charlie McGee a manifesté un pouvoir de pyrokinésie : spontanément, des objets prennent feu autour d'elle, surtout quand elle est en colère ou apeurée. Des années plus tôt, ses parents, alors étudiants, se sont rencontrés en acceptant d'être les cobayes d'un étrange produit gouvernemental. Le père, Andrew, a depuis la capacité d'influencer les gens en leur implantant des suggestions, pouvoir qui lui cause de fortes migraines, et la mère, Vicky, un don mineur de télékinésie. Ils ont été placés sous surveillance discrète pendant des années par la secrète et puissante organisation gouvernementale nommée la Boîte, qui s'intéresse de très près au pouvoir de la petite Charlie, mais, après quelques années, Vicky a été tuée et Charlie enlevée à la suite d'une erreur commise par des agents trop zélés. Andrew a réussi à récupérer sa fille grâce à ses pouvoirs et tous les deux sont depuis lors en cavale.
La Boîte parvient finalement à retrouver leur trace alors qu'ils sont à New York et ils doivent à nouveau s'enfuir. Ils sont recueillis près d'Albany par Irv Manders, un fermier, alors que des agents de la Boîte sont sur leurs traces. Les agents encerclent la propriété et Andrew autorise alors Charlie à libérer son pouvoir. La dévastation qui s'ensuit tue quelques agents de la Boîte et met en fuite les autres. Andrew et Charlie trouvent finalement refuge dans une cabane qui appartenait au grand-père d'Andrew, dans le Vermont.
Le directeur de la Boîte, « Cap » Hollister, fait alors appel à son meilleur élément, un redoutable tueur nommé John Rainbird, pour mettre enfin la main sur le duo. Quelques mois plus tard, une nouvelle opération pour les capturer, menée par Rainbird, est cette fois couronnée de succès et le père et la fille sont enfermés séparément dans les installations de la Boîte où des scientifiques pratiquent des tests sur eux. Andrew est drogué constamment et semble avoir perdu son pouvoir mais Charlie refuse de coopérer. Rainbird se fait alors passer pour un homme à tout faire pour gagner la confiance de Charlie et réussit à peu à peu à se rapprocher d'elle. Il la manipule subtilement de façon qu'elle accepte de faire des démonstrations de son pouvoir et devient de plus en plus obsédé par l'idée de la tuer, alors qu'Andrew, dans le même temps, a repris le dessus et acquiert des informations sur sa fille en influençant le docteur qui s'occupe de lui.
Andrew réussit finalement à rencontrer et à influencer Cap Hollister, l'utilisant pour les aider à s'échapper. Son plan réussit mais Rainbird, qui avait remarqué le comportement anormal de Cap, cherche à en profiter pour les tuer tous les deux. Il les piège dans une écurie mais Cap, rendu fou par les suggestions psychiques d'Andrew, fournit une diversion qui permet à Andrew d'envoyer une suggestion à Rainbird pour le faire sauter de l'endroit où il était caché. Rainbird se casse la jambe en tombant mais tire sur Andrew et le blesse mortellement. Charlie utilise son pouvoir pour brûler vifs Rainbird et Cap, et son père, avant de mourir, lui demande de tout incendier. Charlie libère alors totalement son pouvoir et met le feu à toutes les installations de la Boîte, tuant nombre de ses employés, avant de prendre la fuite.
L'affaire est néanmoins plus ou moins étouffée et la Boîte commence à se réorganiser alors que Charlie est retournée chez les Manders, qui l'hébergent dans le plus grand secret, et cherche un moyen de mettre un terme à cette vie de fugitive qui lui est imposée. Finalement, elle part pour New York pour trouver un journal suffisamment important et honnête pour que son histoire soit dévoilée publiquement et est reçue par le magazine Rolling Stone.

## Personnages principaux
- Charlene « Charlie » McGee, huit ans, est dotée d'un pouvoir pyrokinésique dévastateur.
- Andrew McGee, son père, possède un pouvoir lui permettant d'influencer les gens mais qui le fatigue énormément.
- John Rainbird, tueur patenté de la Boîte, est un indien Cherokee défiguré durant la guerre du Viêt Nam et obsédé par l'idée de la mort et des instants qui la précèdent.
- Capitaine James Hollister, un homme âgé, cynique mais efficace, qui dirige la Boîte depuis de nombreuses années.

## Accueil et distinctions
Le roman est resté 35 semaines (dont trois à la première place) sur la New York Times Best Seller list, y apparaissant le 24 août 1980. Le Publishers Weekly le classe à la cinquième place des meilleures ventes de romans aux États-Unis en 1980.
Dans son livre, The Essential Stephen King, Stephen Spignesi qualifie Charlie de thriller, au rythme enlevé et aux personnages intéressants, beaucoup plus que de roman d'horreur, et en parle comme son roman le plus paranoïaque. Pour Tony Magistrale, dans The Moral Voyages of Stephen King, le roman traite de la mauvaise utilisation du pouvoir et de la trahison du gouvernement envers les citoyens. Selon Michael R. Collings, le roman est « un pur produit de son époque » qui « se nourrit d'une paranoïa grandissante à l'encontre des manipulations gouvernementales et du contrôle de la vie des citoyens ». Il « s'approche plus de la critique sociale directe » que la plupart des autres œuvres de l'écrivain et est « peuplé de personnages puissants », notamment Rainbird, ce qui donne « une histoire pleine de tensions où une enfant se trouve presque seule face à un pouvoir invisible, immense et virtuellement innommable qui l'a d'abord créée, avant de se décider à la détruire ». Thomas Day, de Bifrost, évoque une « réussite majeure » servie « par un sens de la narration, et notamment du flash-back, tout simplement magistral ».
En 1981, Charlie a été nommé au prix Locus, terminant à la huitième place dans la catégorie du meilleur roman de science-fiction, et au prix British Fantasy.
À l'occasion de la sortie au cinéma du nouveau film Firestarter le 1er juin 2022, le roman est réédité par Le Livre de Poche, et bénéficie de l'affiche du film en première de couverture.

## Adaptations
Un film, Firestarter (connu également sous le titre Charlie en France), avec Drew Barrymore dans le rôle de Charlie, a été réalisé par Mark L. Lester à partir de ce roman en 1984. Et, en 2002, un téléfilm réalisé par Robert Iscove, Firestarter : sous l'emprise du feu, suite librement adaptée, a été ajouté à cette première mouture.
Une nouvelle adaptation produite par Blumhouse Productions, Firestarter, sortira en 2022. Zac Efron y reprend le rôle d'Andy McGee et la jeune actrice Ryan Kiera Armstrong incarne Charlie McGee.